# Bob Northern
Bob Northern (21. května 1934 – 31. května 2020) byl americký jazzový hráč na lesní roh. Narodil se v Severní Karolíně, ale vyrůstal v newyorském Bronxu. Hudbu studoval na Manhattan School of Music a během padesátých a šedesátých let se věnoval převážně práci studiového hudebníka. V sedmdesátých letech se věnoval studiu africké hudby a v Africe také vystupoval. Rovněž se věnoval pedagogické činnosti na několika universitách. Během své kariéry spolupracoval s mnoha hudebníky, mezi které patří například John Coltrane, Gil Evans, Charlie Haden, Milt Jackson, Thelonious Monk nebo Lalo Schifrin.